# Явожно
Яво́жно (пол. Jaworzno [jaˈvɔʐnɔ]) — город в Польше, входит в Силезское воеводство Имеет статус городского повята. Занимает площадь 152,2 км². Население: 96 606 человек (на 2005 год). Это один из наибольших по занимаемой территории городов в Польше, его площадь составляет примерно 153 км².
Город Явожно находится в восточной части Силезского воеводства, несмотря на то, что с 1999 года Явожно является административной частью Силезского воеводства, он является частью Малой Польши. Город расположен на перекрёстке важных дорожных, железнодорожных и воздушных транспортных путей. Через Явожно проходят дороги государственного значения: Гданьск — Цешин (E 75), Варшава — Бытом (DK 79), автострада A4, соединяющая западную и восточную границы Польши, обеспечивающая хорошее транспортное сообщение с международными аэропортами Краков-Балице (50 км) и Катовице-Пыжовице (40 км). 

## История
В 1947—1949 гг. в Явожно был создан фильтрационный лагерь (т. н. «Центральный лагерь труда в Явожно», pl:Centralny Obóz Pracy w Jaworznie) для содержания подозреваемых в членстве в ОУН-УПА, задержанных в ходе Операции «Висла» (пол. Akcja Wisła), в ходе которой осуществлялась депортация украинского населения на север и запад Польши, а также велись вооружённые действия по окончательной ликвидации подполья ОУН-УПА в юго-восточной Польше. До момента ликвидации лагеря в январе 1949 года через него прошли 3870 человек (в том числе, 700 женщин), из которых за время пребывания умерло 168 человек или 4,3 %. Одними из последних в него были помещены 112 членов УПА, переданных Чехословакией.

## Экономика
В конце XX века Явожно была городом с самым большим количеством электростанций в мире — их было 3:
- Электростанция «Явожно I» — в 1998 г. остановлена по экологическим причинам, а затем закрыта.
- Электростанция «Явожно II» — в настоящее время теплоэлектроцентраль.
- Электростанция «Явожно III» — имеет одну из самых больших дымовых труб в Европе, размером около 300 или, по некоторым данным, 306 метров; в настоящее время закрыта по экологическим причинам[источник не указан 929 дней].

В настоящее время «Явожно II» и «Явожно III» образуют одно предприятие под названием Elektrownia «Jaworzno III», одну из крупнейших электростанций в Польше, входящий в состав концерна Tauron (его дочернюю компанию Tauron Wytwarzanie SA).

## Персоналии
В Явожно родился видный польский сценограф Винценты Драбик.
Родом из Явожно видный деятель ПОРП, силовых структур и спецслужб ПНР Францишек Шляхциц.

## Города-побратимы
- Калонн-Рикуар, Франция (1986)
- Карвина, Чехия
- Сигетхалом, Венгрия

## Галерея
- Дворец